# Лемон-Коув (Каліфорнія)
Лемон-Коув (англ. Lemon Cove) — переписна місцевість (CDP) в США, в окрузі Туларе штату Каліфорнія. Населення — 298 осіб (2020).

## Географія
Лемон-Коув розташований за координатами 36°22′44″ пн. ш. 119°1′52″ зх. д. / 36.37889° пн. ш. 119.03111° зх. д. (36.378978, -119.031245).  За даними Бюро перепису населення США в 2010 році переписна місцевість мала площу 2,16 км², уся площа — суходіл.

## Демографія
Згідно з переписом 2010 року, у переписній місцевості мешкало 308 осіб у 120 домогосподарствах у складі 79 родин. Густота населення становила 143 особи/км².  Було 153 помешкання (71/км²).
Расовий склад населення:
| - 84,7 % — білих - 1,6 % — корінних американців - 1,0 % — азіатів - 0,6 % — вихідців з тихоокеанських островів - 3,9 % — осіб інших рас |

До двох чи більше рас належало 8,1 %. Частка іспаномовних становила 24,7 % від усіх жителів.
За віковим діапазоном населення розподілялося таким чином: 26,6 % — особи молодші 18 років, 59,1 % — особи у віці 18—64 років, 14,3 % — особи у віці 65 років та старші. Медіана віку мешканця становила 39,6 року. На 100 осіб жіночої статі у переписній місцевості припадало 106,7 чоловіків;  на 100 жінок у віці від 18 років та старших — 107,3 чоловіків також старших 18 років.
Середній дохід на одне домашнє господарство  становив 41 856 доларів США (медіана — 37 500), а середній дохід на одну сім'ю — 49 765 доларів (медіана — 48 750). За межею бідності перебувало 15,8 % осіб, у тому числі 36,2 % дітей у віці до 18 років та 0,0 % осіб у віці 65 років та старших.
Цивільне працевлаштоване населення становило 63 особи. Основні галузі зайнятості: освіта, охорона здоров'я та соціальна допомога — 49,2 %, будівництво — 17,5 %, мистецтво, розваги та відпочинок — 15,9 %.